# Оберхаузен (Бад-Бергцаберн)
О́берхаузен (нем. Oberhausen) — община в Германии, в земле Рейнланд-Пфальц.
Входит в состав района Южный Вайнштрассе. Подчиняется управлению Бад Бергцаберн. Население составляет 383 человека (на 31 декабря 2010 года). Занимает площадь 4,50 км².